# Danh sách Nguyên thủ quốc gia Pháp

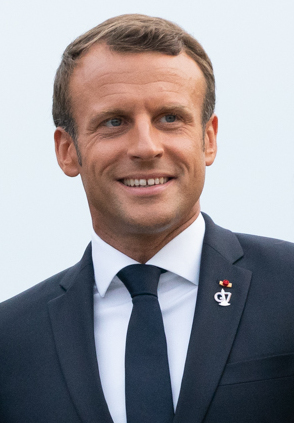
Emmanuel Macron, đương kim Nguyên thủ quốc gia Pháp

Nguyên thủ quốc gia Pháp (tiếng Pháp: Chef de l’État français) là ngôi vị của người đứng đầu Cộng hòa Pháp. Kế từ năm 1958, danh xưng Quốc trưởng (chef d'État) không xuất hiện trong các văn bản pháp luật, do nó từng là một danh xưng chính thức trong các thời kỳ Phục hoàng, Đế chế thứ hai và Chính phủ Vichy, mang ý nghĩa một chức vị chuyên chế hoặc ít tập trung quyền lực thực tế. Theo Hiến pháp của nền Đệ ngũ Cộng hòa, Nguyên thủ quốc gia Pháp có danh xưng chính thức là Tổng thống Cộng hòa Pháp (tiếng Pháp: Président de la République française) là một chức vị đứng đầu nhà nước và có thực quyền.

## Khái lược
| Các nền cộng hòa nước Pháp |                  |                  |                |                |                  |                  |                 |                 |               |               |                 |                 |                 |                 |                    |                    |                |                |                 |                 |  |
| Cách mạng Pháp             | Đệ nhất cộng hòa | Đệ nhất cộng hòa | Đệ nhất đế chế | Đệ nhất đế chế | Thời kỳ quân chủ | Thời kỳ quân chủ | Đệ nhị cộng hòa | Đệ nhị cộng hòa | Đệ nhị đế chế | Đệ nhị đế chế | Đệ tam cộng hòa | Đệ tam cộng hòa | Chính phủ Vichy | Chính phủ Vichy | Chính phủ lâm thời | Chính phủ lâm thời | Đệ tứ cộng hòa | Đệ tứ cộng hòa | Đệ ngũ cộng hòa | Đệ ngũ cộng hòa |  |
| 1792                       |                  | 1804             |                | 1814           |                  | 1848             |                 | 1852            |               | 1870          |                 | 1940            |                 | 1944            |                    | 1947               |                | 1958           |                 | nay             |  |

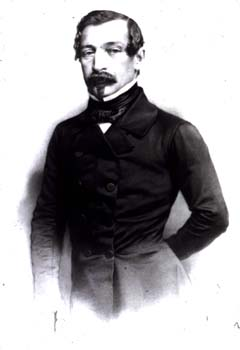
Louis-Napoléon Bonaparte, Tổng thống đầu tiên của Cộng hòa Pháp

Nền Đệ Nhất Cộng hòa Pháp chính thức ra đời với sự kiện Quốc ước (Convention nationale) nhóm họp ngày 20 tháng 9 năm 1792 với nhiệm vụ soạn thảo Hiến pháp mới và trên thực tế đã trở thành chính quyền mới của Pháp. Ngày hôm sau, chính quyền Quốc ước tuyên bố chấm dứt chế độ Quân chủ và lập ra nền Cộng hòa. Tuy nhiên, nền Cộng hòa non trẻ trải qua nhiều biến động bất ổn, ngôi vị người đứng đầu cũng thay đổi liên tục với những danh xưng khác nhau cho đến khi vị Tổng tài Napoléon Bonaparte lên ngôi Hoàng đế Pháp, chấm dứt sự tồn tại của Đệ Nhất Cộng hòa.
Khi nền Đệ Nhị cộng hòa được thành lập ngày 24 tháng 2 năm 1848, trong vòng 10 tháng, ngôi vị người đứng đầu nhà nước trên thực tế (de facto) bị di chuyển qua các chức vụ khác nhau. Mãi đến ngày 20 tháng 12 năm 1848, thông qua bầu cử, Louis-Napoléon Bonaparte trở thành vị Tổng thống Pháp đầu tiên. Tuy nhiên, chỉ 4 năm sau, Louis-Napoléon Bonaparte tự xưng Hoàng đế, lấy hiệu là Napoléon III, chấm dứt nền Đệ Nhị cộng hòa, bắt đầu cho Đệ Nhị Đế chế Pháp.
Điều trớ triêu là vị tổng thống đầu tiên của Pháp, Louis-Napoléon Bonaparte, đồng thời cũng là vị quân vương cuối cùng của chế độ quân chủ ở Pháp. Sau thất bại trong chiến tranh Pháp-Phổ, Napoléon III đầu hàng và bị quân Phổ bắt giữ trong trận Sedan. Tại Paris, một cuộc đảo chính không đổ máu, lãnh đạo bởi tướng Louis Jules Trochu, và các nghị sĩ như Jules Favre và Léon Gambetta, đã nổ ra ngày 4 tháng 9 năm 1870, phế bỏ vương triều Bonaparte và thiết lập nền cộng hòa lãnh đạo bởi Chính phủ Vệ quốc, tiến tới việc hình thành nền Đệ tam cộng hòa. Ngày 31 tháng 8 năm 1871, Đệ Tam Cộng hòa chính thức được thành lập, Adolphe Thiers trở thành tổng thống thứ hai của Pháp.
Trong khoảng thời gian Thế chiến thứ Hai, từ 1940, miền Bắc nước Pháp do Quân đội Đức chiếm đóng. Philippe Pétain trở thành Quốc trưởng (Chef de l’État) ở vùng miền Nam. Tại hải ngoại, Charles de Gaulle đứng đầu nước Pháp tự do.
Năm 1943, Ủy ban Giải phóng dân tộc Pháp (Comité français de la Libération nationale) được thành lập. Từ 1944 được tiếp nối bởi Chính phủ lâm thời Cộng hòa Pháp (Gouvernement provisoire de la République française). Từ 1947 tới 1958 là giai đoạn Đệ Tứ cộng hòa với hai tổng thống Vincent Auriol và René Coty. Năm 1958, Đệ Ngũ cộng hòa bắt đầu và tồn tại tới ngày nay.

## Đệ nhất Cộng hòa

### Chủ tịch Quốc ước
Khi Quốc ước tuyên bố thành lập nền Cộng hòa, ngôi vị Chủ tịch Quốc ước (Président de la Convention nationale), được bầu trong số các đại biểu Quốc ước với nhiệm kỳ 14 ngày, được xem là vị trí Quốc trưởng hợp pháp của nền Cộng hòa. Từ sau năm 1793, vị trí Chủ tịch Quốc ước chỉ còn danh nghĩa, trên thực tế quyền lực thực sự thuộc về Ủy ban An toàn Công cộng (Comité de salut public).
| Tên                                     | Ảnh         | Bắt đầu           | Kết thúc          |
| --------------------------------------- | ----------- | ----------------- | ----------------- |
| Philippe Rühl (lâm thời)                |             | 20 tháng 9, 1792  | 20 tháng 9, 1792  |
| Jérôme Pétion de Villeneuve             |             | 20 tháng 9, 1792  | 4 tháng 10, 1792  |
| Jean-François Delacroix                 |             | 4 tháng 10, 1792  | 18 tháng 10, 1792 |
| Marguerite-Élie Guadet                  |             | 18 tháng 10, 1792 | 1 tháng 11, 1792  |
| Marie-Jean Hérault de Séchelles         |             | 1 tháng 11, 1792  | 15 tháng 11, 1792 |
| Henri Grégoire                          |             | 15 tháng 11, 1792 | 29 tháng 11, 1792 |
| Bertrand Barère de Vieuzac              |             | 29 tháng 11, 1792 | 13 tháng 12, 1792 |
| Jacques Defermon                        | không khung | 13 tháng 12, 1792 | 27 tháng 12, 1792 |
| Jean-Baptiste Treilhard                 |             | 27 tháng 12, 1792 | 10 tháng 1, 1793  |
| Pierre Victurnien Vergniaud             |             | 10 tháng 1, 1793  | 24 tháng 1, 1793  |
| Jean-Paul Rabaut Saint-Étienne          |             | 24 tháng 1, 1793  | 7 tháng 2, 1793   |
| Jean-Jacques Bréard                     | không khung | 7 tháng 2, 1793   | 21 tháng 2, 1793  |
| Edmond Louis Alexis Dubois-Crancé       |             | 21 tháng 2, 1793  | 7 tháng 3, 1793   |
| Armand Gensonné                         |             | 7 tháng 3, 1793   | 21 tháng 3, 1793  |
| Jean Antoine Joseph Debry               |             | 21 tháng 3, 1793  | 4 tháng 4, 1793   |
| Jean François Bertrand Delmas           |             | 4 tháng 4, 1793   | 18 tháng 4, 1793  |
| Marc David Albin Lasource               | không khung | 18 tháng 4, 1793  | 2 tháng 5, 1793   |
| Jean-Baptiste Boyer-Fonfrède            |             | 2 tháng 5, 1793   | 16 tháng 5, 1793  |
| Maximin Isnard                          |             | 16 tháng 5, 1793  | 30 tháng 5, 1793  |
| François-René-Auguste Mallarmé          | không khung | 30 tháng 5, 1793  | 13 tháng 6, 1793  |
| Jean-Marie Collot d'Herbois             |             | 13 tháng 6, 1793  | 27 tháng 6, 1793  |
| Jacques Alexis Thuriot de la Rosière    | không khung | 27 tháng 6, 1793  | 11 tháng 7, 1793  |
| André Jeanbon Saint André               |             | 11 tháng 7, 1793  | 15 tháng 7, 1793  |
| Georges Jacques Danton                  |             | 15 tháng 7, 1793  | 8 tháng 8, 1793   |
| Marie-Jean Hérault de Séchelles         |             | 8 tháng 8, 1793   | 22 tháng 8, 1793  |
| Maximilien Robespierre                  |             | 22 tháng 8, 1793  | 5 tháng 9, 1793   |
| Jacques Nicolas Billaud-Varenne         |             | 5 tháng 9, 1793   | 19 tháng 9, 1793  |
| Pierre Joseph Cambon                    |             | 19 tháng 9, 1793  | 3 tháng 10, 1793  |
| Louis Joseph Charlier                   |             | 3 tháng 10, 1793  | 22 tháng 10, 1793 |
| Moïse Antoine Pierre Jean Bayle         |             | 22 tháng 10, 1793 | 6 tháng 11, 1793  |
| Pierre-Antoine Lalloy                   |             | 6 tháng 11, 1793  | 21 tháng 11, 1793 |
| Charles-Gilbert Romme                   |             | 21 tháng 11, 1793 | 6 tháng 12, 1793  |
| Jean-Henri Voulland                     | không khung | 6 tháng 12, 1793  | 21 tháng 12, 1793 |
| Georges Auguste Couthon                 |             | 21 tháng 12, 1793 | 5 tháng 1, 1794   |
| Jacques-Louis David                     |             | 5 tháng 1, 1794   | 20 tháng 1, 1794  |
| Marc Guillaume Alexis Vadier            |             | 20 tháng 1, 1794  | 4 tháng 2, 1794   |
| Joseph-Nicolas Barbeau du Barran        | không khung | 4 tháng 2, 1794   | 19 tháng 2, 1794  |
| Louis Antoine de Saint-Just             |             | 19 tháng 2, 1794  | 6 tháng 3, 1794   |
| Philippe Rühl                           |             | 6 tháng 3, 1794   | 21 tháng 3, 1794  |
| Jean-Lambert Tallien                    |             | 21 tháng 3, 1794  | 5 tháng 4, 1794   |
| Jean-Baptiste-André Amar                | không khung | 5 tháng 4, 1794   | 20 tháng 4, 1794  |
| Robert Lindet                           |             | 20 tháng 4, 1794  | 5 tháng 5, 1794   |
| Lazare Carnot                           |             | 5 tháng 5, 1794   | 20 tháng 5, 1794  |
| Claude-Antoine Prieur-Duvernois         |             | 20 tháng 5, 1794  | 4 tháng 6, 1794   |
| Maximilien Robespierre                  |             | 4 tháng 6, 1794   | 19 tháng 6, 1794  |
| Élie Lacoste                            |             | 19 tháng 6, 1794  | 5 tháng 7, 1794   |
| Jean-Antoine Louis                      |             | 5 tháng 7, 1794   | 19 tháng 7, 1794  |
| Jean-Marie Collot d'Herbois             |             | 19 tháng 7, 1794  | 3 tháng 8, 1794   |
| Philippe Antoine Merlin                 |             | 3 tháng 8, 1794   | 18 tháng 8, 1794  |
| Antoine Merlin de Thionville            |             | 18 tháng 8, 1794  | 2 tháng 9, 1794   |
| André Antoine Bernard                   |             | 2 tháng 9, 1794   | 22 tháng 9, 1794  |
| André Dumont                            | không khung | 22 tháng 9, 1794  | 7 tháng 10, 1794  |
| Jean-Jacques-Régis de Cambacérès        |             | 7 tháng 10, 1794  | 22 tháng 10, 1794 |
| Pierre-Louis Prieur                     |             | 22 tháng 10, 1794 | 6 tháng 11, 1794  |
| Louis Legendre                          |             | 6 tháng 11, 1794  | 24 tháng 11, 1794 |
| Jean-Baptiste Clauzel                   |             | 24 tháng 11, 1794 | 6 tháng 12, 1794  |
| Jean-François Reubell                   |             | 6 tháng 12, 1794  | 21 tháng 12, 1794 |
| Pierre Louis Bentabole                  |             | 21 tháng 12, 1794 | 6 tháng 1, 1795   |
| Étienne-François Le Tourneur            |             | 6 tháng 1, 1795   | 20 tháng 1, 1795  |
| Stanislas Joseph François Xavier Rovère |             | 20 tháng 1, 1795  | 4 tháng 2, 1795   |
| Paul Barras                             |             | 4 tháng 2, 1795   | 19 tháng 2, 1795  |
| François Louis Bourdon                  |             | 19 tháng 2, 1795  | 6 tháng 3, 1795   |
| Antoine Claire Thibaudeau               |             | 6 tháng 3, 1795   | 24 tháng 3, 1795  |
| Jean Pelet                              |             | 24 tháng 3, 1795  | 5 tháng 4, 1795   |
| François-Antoine de Boissy d'Anglas     |             | 5 tháng 4, 1795   | 20 tháng 4, 1795  |
| Emmanuel Joseph Sieyès                  |             | 20 tháng 4, 1795  | 5 tháng 5, 1795   |
| Théodore Vernier                        |             | 5 tháng 5, 1795   | 26 tháng 5, 1795  |
| Jean-Baptiste Charles Matthieu          |             | 26 tháng 5, 1795  | 4 tháng 6, 1795   |
| Jean-Denis Lanjuinais                   |             | 4 tháng 6, 1795   | 19 tháng 6, 1795  |
| Jean-Baptiste Louvet de Couvray         |             | 19 tháng 6, 1795  | 4 tháng 7, 1795   |
| Louis-Gustave Doulcet de Pontécoulant   |             | 4 tháng 7, 1795   | 19 tháng 7, 1795  |
| Louis-Marie de La Révellière-Lépeaux    |             | 19 tháng 7, 1795  | 3 tháng 8, 1795   |
| Pierre Claude François Daunou           |             | 3 tháng 8, 1795   | 19 tháng 8, 1795  |
| Marie-Joseph Chénier                    |             | 19 tháng 8, 1795  | 2 tháng 9, 1795   |
| Théophile Berlier                       | không khung | 2 tháng 9, 1795   | 23 tháng 9, 1795  |
| Pierre-Charles-Louis Baudin             | không khung | 23 tháng 9, 1795  | 8 tháng 10, 1795  |
| Jean-Joseph-Victor Genissieu            |             | 8 tháng 10, 1795  | 26 tháng 10, 1795 |

### Đốc chính
Cuối tháng 10 năm 1795, Quốc ước tan vỡ. Một cơ chế lãnh đạo nước Pháp được hình thành bởi một tập thể gồm 5 người gọi là Hội đồng Đốc chính (Directoire). Năm vị Đốc chính (Directeur) này đều phải là thành viên của Quốc ước trước đây, được chỉ định bởi Hội đồng Trưởng lão (Conseil des Anciens, tức Thượng viện) căn cứ theo danh sách đề cử của Hội đồng 500 (Conseil des Cinq-Cents, tức Hạ viện). Cơ chế lãnh đạo này tồn tại đến năm 1799 thì bị sụp đổ và được thay bằng chế độ Tổng tài.
| Thứ tự | Ảnh | Tên                                  | Tại nhiệm                             | Nhóm chính trị |
| ------ | --- | ------------------------------------ | ------------------------------------- | -------------- |
| 1      |     | Paul Barras                          | 31 tháng 10, 1795 - 10 tháng 11, 1799 | Thermidorian   |
| 2      |     | Étienne-François Letourneur          | 2 tháng 11, 1795 - 26 tháng 5, 1797   | Độc lập        |
| 3      |     | Jean-François Rewbell                | 2 tháng 11, 1795 - 19 tháng 5, 1799   | Thermidorian   |
| 4      |     | Louis Marie de La Révellière-Lépeaux | 2 tháng 11, 1795 - 18 tháng 6, 1799   | Thermidorian   |
| 5      |     | Lazare Carnot                        | 4 tháng 11, 1795 - 5 tháng 9, 1797    | Clichyen       |
| 6      |     | François-Marie de Barthélemy         | 26 tháng 5, 1797 - 5 tháng 9, 1797    | Clichyen       |
| 7      |     | François de Neufchâteau              | 8 tháng 9, 1797 - 20 tháng 5, 1798    | Độc lập        |
| 8      |     | Philippe-Antoine Merlin de Douai     | 8 tháng 9, 1797 - 18 tháng 6, 1799    | Thermidorian   |
| 9      |     | Jean Baptiste Treilhard              | 20 tháng 5, 1798 - 17 tháng 6, 1799   | Độc lập        |
| 10     |     | Louis-Jérôme Gohier                  | 17 tháng 6, 1799 - 10 tháng 11, 1799  | Thermidorian   |
| 11     |     | Emmanuel Joseph Sieyès               | 17 tháng 6, 1799 - 10 tháng 11, 1799  | Độc lập        |
| 12     |     | Roger Ducos                          | 19 tháng 6, 1799 - 10 tháng 11, 1799  | Thermidorian   |
| 13     |     | Jean-François-Auguste Moulin         | 20 tháng 6, 1799 - 10 tháng 11, 1799  | Thermidorian   |

### Tổng tài
Ngày 9 tháng 11 năm 1799, tướng Napoléon Bonaparte thực hiện cuộc đảo chính tháng Sương mù, giải thể cả hai viện lẫn Hội đồng Đốc chính. Dưới áp lực của quân đội, một nghị viện thu nhỏ (rump legislature) chỉ định Napoléon và 2 Đốc chính cũ là Sieyès và Ducos làm các Tổng tài (Consulat) lâm thời quản lý chính quyền. Tuy nhiên cả hai Đốc chính đều sớm bị Napoléon qua mặt khi ông được bầu làm Tổng tài vĩnh viễn và sau đó bước lên ngôi Hoàng đế, chấm dứt nền Đệ Nhất Cộng hòa vào năm 1804.
Tổng tài lâm thời (10 tháng 11 – 12 tháng 12, 1799)
- Napoleon Bonaparte
- Emmanuel Joseph Sieyès
- Roger Ducos

Tổng tài Tam đầu chế (12 tháng 12 năm 1799 – 9 tháng 5, 1802)
- Napoleon Bonaparte, Đệ Nhất Tổng tài
- Jean Jacques Régis de Cambacérès, Đệ Nhị Tổng tài
- Charles-François Lebrun, Đệ Tam Tổng tài

Tổng tài vĩnh viễn (9 tháng 5 năm 1802 - 18 tháng 5, 1804)
- Napoleon Bonaparte

## Đệ Nhị Cộng hòa
Khi nền Đệ Nhị cộng hòa được thành lập ngày 24 tháng 2 năm 1848, trong vòng 10 tháng, ngôi vị người đứng đầu nhà nước trên thực tế (de facto) bị di chuyển qua các chức vụ khác nhau. Mãi đến ngày 20 tháng 12 năm 1848, thông qua bầu cử, Louis-Napoléon Bonaparte trở thành vị Tổng thống Pháp đầu tiên. Tuy nhiên, chỉ 4 năm sau, Louis-Napoléon Bonaparte tự xưng Hoàng đế, lấy hiệu là Napoléon III, chấm dứt nền Đệ Nhị cộng hòa, bắt đầu cho Đệ Nhị Đế chế Pháp.
| Số                          | Chân dung | Nguyên thủ                       | Nhiệm kỳ                                   | Đảng phái | Ghi chú            |
| --------------------------- | --------- | -------------------------------- | ------------------------------------------ | --------- | ------------------ |
| Chủ tịch Chính phủ lâm thời |           |                                  |                                            |           |                    |
| 1                           |           | Jacques-Charles Dupont de l'Eure | 24 tháng 2, 1848 — 9 tháng 5, 1848         |           |                    |
| Chủ tịch Ủy ban Hành pháp   |           |                                  |                                            |           |                    |
| 1                           |           | François Arago                   | 9 tháng 5, 1848 – 28 tháng 6, 1848         |           |                    |
| Chủ tịch Hội đồng Bộ trưởng |           |                                  |                                            |           |                    |
| 1                           |           | Louis-Eugène Cavaignac           | 28 tháng 6, 1848 – 20 tháng 12, 1848       |           |                    |
| Tổng thống Cộng hòa         |           |                                  |                                            |           |                    |
| 1                           |           | Louis-Napoléon Bonaparte         | 20 tháng 12 năm 1848 — 2 tháng 12 năm 1852 |           | Hoàng đế cuối cùng |

## Chính phủ Vệ quốc
| Số | Chân dung | Chủ tịch           | Nhiệm kỳ                            | Đảng phái       | Ghi chú                              |
| -- | --------- | ------------------ | ----------------------------------- | --------------- | ------------------------------------ |
| 1  |           | Louis Jules Trochu | 4 tháng 9, 1870 – 13 tháng 2, 1871  |                 |                                      |
| 2  |           | Adolphe Thiers     | 17 tháng 2, 1871 – 31 tháng 8, 1871 | Quân chủ ôn hòa | Chuyển đỗi thành chức vụ Tổng thống. |

## Đệ Tam Cộng hòa
| Số | Chân dung | Tổng thống                 | Nhiệm kỳ                                  | Đảng phái         | Ghi chú             |
| -- | --------- | -------------------------- | ----------------------------------------- | ----------------- | ------------------- |
| 2  |           | Adolphe Thiers             | 31 tháng 8 năm 1871 — 24 tháng 5, 1873    | Quân chủ ôn hòa   | Từ chức             |
| 3  |           | Patrice de Mac-Mahon       | 24 tháng 5 năm 1873 — 30 tháng 1, 1879    | Quân chủ          | Từ chức             |
| 4  |           | Jules Grévy                | 30 tháng 1, 1879 — 2 tháng 12, 1887       | Cộng hòa          | Từ chức             |
| 5  |           | Marie François Sadi Carnot | 3 tháng 12, 1887 — 25 tháng 6, 1894       | Cộng hòa cánh tả  | Bị ám sát           |
| 6  |           | Jean Casimir-Perier        | 27 tháng 6, 1894 — 16 tháng 1, 1895       | Cánh tả           | Từ chức             |
| 7  |           | Félix Faure                | 17 tháng 1, 1895 — 16 tháng 2, 1899       | Cộng hòa          | Mất khi đương nhiệm |
| 8  |           | Émile Loubet               | 18 tháng 2, 1899 — 18 tháng 2 năm 1906    | Cánh tả           |                     |
| 9  |           | Armand Fallières           | 18 tháng 2 năm 1906 — 18 tháng 2 năm 1913 | Cánh tả           |                     |
| 10 |           | Raymond Poincaré           | 18 tháng 2 năm 1913 — 18 tháng 2 năm 1920 | Liên minh dân chủ |                     |
| 11 |           | Paul Deschanel             | 18 tháng 2 năm 1920 — 21 tháng 9, 1920    | Cánh hữu          | Từ chức             |
| 12 |           | Alexandre Millerand        | 23 tháng 9, 1920 — 11 tháng 6, 1924       | Cộng hòa xã hội   | Từ chức             |
| 13 |           | Gaston Doumergue           | 13 tháng 6, 1924 — 13 tháng 6 năm 1931    | Cánh tả cấp tiến  |                     |
| 14 |           | Paul Doumer                | 13 tháng 6 năm 1931 — 7 tháng 5, 1932     | Cánh tả cấp tiến  | Bị ám sát           |
| 15 |           | Albert Lebrun              | 10 tháng 5, 1932 — 11 tháng 7, 1940       | Liên minh dân chủ |                     |

## Chính phủ Vichy
| Số | Chân dung | Quốc trưởng     | Nhiệm kỳ                            | Đảng phái | Ghi chú |
| -- | --------- | --------------- | ----------------------------------- | --------- | ------- |
| 2  |           | Philippe Pétain | 11 tháng 7, 1940 – 20 tháng 8, 1944 |           |         |

## Chính phủ lâm thời Cộng hòa Pháp
| Số | Chân dung | Chủ tịch          | Nhiệm kỳ                             | Đảng phái | Ghi chú |
| -- | --------- | ----------------- | ------------------------------------ | --------- | ------- |
| 1  |           | Charles de Gaulle | 1 tháng 9, 1944 - 20 tháng 1, 1946   |           |         |
| 2  |           | Félix Gouin       | 26 tháng 1, 1946 - 12 tháng 6, 1946  |           |         |
| 3  |           | Georges Bidault   | 24 tháng 6, 1946 - 28 tháng 11, 1946 |           |         |
| 4  |           | Léon Blum         | 16 tháng 12, 1946 - 16 tháng 1, 1947 |           |         |

## Đệ Tứ Cộng hòa
| Số | Chân dung | Tổng thống     | Nhiệm kỳ                                  | Đảng phái         | Ghi chú |
| -- | --------- | -------------- | ----------------------------------------- | ----------------- | ------- |
| 16 |           | Vincent Auriol | 16 tháng 1 năm 1947 — 16 tháng 1 năm 1954 | Công nhân quốc tế |         |
| 17 |           | René Coty      | 16 tháng 1 năm 1954 — 8 tháng 1 năm 1959  | Độc lập           | Từ chức |

## Đệ Ngũ Cộng hòa
| Số | Chân dung | Tổng thống               | Nhiệm kỳ                                  | Đảng phái                 | Ghi chú             |
| -- | --------- | ------------------------ | ----------------------------------------- | ------------------------- | ------------------- |
| 18 |           | Charles de Gaulle        | 8 tháng 1 năm 1959 — 28 tháng 4 năm 1969  | Liên minh cộng hòa mới    | Từ chức             |
| 19 |           | Georges Pompidou         | 20 tháng 6 năm 1969 — 3 tháng 4 năm 1974  | Liên minh bảo vệ cộng hòa | Mất khi đương nhiệm |
| 20 |           | Valéry Giscard d'Estaing | 27 tháng 5 năm 1974 — 21 tháng 5 năm 1981 | Liên minh dân chủ Pháp    |                     |
| 21 |           | François Mitterrand      | 21 tháng 5 năm 1981 — 17 tháng 5 năm 1995 | Đảng xã hội               |                     |
| 22 |           | Jacques Chirac           | 17 tháng 5 năm 1995 — 16 tháng 5 năm 2007 | UMP                       |                     |
| 23 |           | Nicolas Sarkozy          | 16 tháng 5 năm 2007 — 15 tháng 5 năm 2012 | UMP                       |                     |
| 24 |           | François Hollande        | 15 tháng 5 năm 2012 — 14 tháng 5 năm 2017 | Đảng xã hội               |                     |
| 25 |           | Emmanuel Macron          | 14 tháng 5 năm 2017 — nay                 | Tiến bước!                |                     |